# Euterpa
Euterpa (grč. Εὐτέρπη, Eutérpê) jedna je od devet Muza, Zeusova i Mnemozinina kći. Zaštitnica je glazbe, a poslije je postala zaštitnica lirske poezije te je obično prikazivana s flautom.

## Etimologija
Euterpino ime dolazi od grčkih riječi εὖ, eu = "dobro" i τέρπω, térpô = "zadovoljiti", a izvedenica Εὐτέρπη označava "razveseljavanje".

## Mitologija
Euterpi neki pripisuju izum aulosa (frule), premda većina mitografa govori da je aulos Marsijino djelo. Rijeka Strimon oplodila ju je i rodila je sina Reza (Rhesus) kojeg je poslije, prema Homerovoj Ilijadi ubio Diomed u Trojanskom ratu.

## Vanjske poveznice
- Euterpa u klasičnoj literaturi i umjetnosti (engl.)